# كوشيرو موريتا
كوشيرو موريتا (باليابانية: 森田 耕一郎) (28 أكتوبر 1984 في طوكيو في اليابان – )؛ هو لاعب كرة قدم ياباني سابق كان يلعب كحارس مرمى.

## وصلات خارجية
- كوشيرو موريتا على موقع رابطة كرة القدم اليابانية للمحترفين (اليابانية)
- كوشيرو موريتا على موقع قاعدة بيانات كرة القدم.إي يو (الإنجليزية)
- كوشيرو موريتا على موقع Soccerway.com (الإنجليزية)